# Contraofensiva de Khàrkiv de 2022
|  | Aquest article es refereix a esdeveniments derivats de la guerra russo-ucraïnesa. |

La contraofensiva de Khàrkiv de 2022 va ser una important operació de contraofensiva durant la guerra russo-ucraïnesa que va començar el 6 de setembre de 2022. Després del llançament de la contraofensiva de Kherson al sud d'Ucraïna a finals d'agost, les forces ucraïneses van començar una segona contraofensiva a principis de setembre a l'òblast de Kharkiv, a l'est d'Ucraïna.
Durant l'ofensiva, Ucraïna va recuperar més de 500 assentaments i 12.000 quilòmetres quadrats de territori a la regió de Khàrkiv.

## Antecedents
Durant els primers dies de la invasió russa d'Ucraïna, les forces russes van capturar gran part de l'oblast de Khàrkiv oriental, incloses les ciutats de Kupiansk, Xevtxénkove i Balaklia. La mateixa Balaklia va ser capturada el 3 de març de 2022, sense massa resistència. Des de març fins a principis de maig, la major part dels combats a l'òblast de Kharkiv es van concentrar a les ciutats de Kharkiv i Izium.
A principis d'abril, les forces russes van capturar Izium, i les forces ucraïneses van defensar Khàrkiv amb èxit a principis de maig. Després d'això, la primera línia va començar a estancar-se mentre Rússia i Ucraïna van centrar els seus esforços a les ciutats de Sievierodonetsk, Lissitxansk i la regió més àmplia del Donbàs.
Durant el juliol i l'agost de 2022, els mitjans de comunicació ucraïnesos i russos van amplificar les afirmacions d'una contraofensiva ucraïnesa a l'òblast de Kherson, que finalment va culminar el 29 d'agost de 2022. La contraofensiva va veure un progrés lent, amb les forces ucraïneses patint grans pèrdues i enfrontant-se a una dura resistència russa. No obstant això, el 6 de setembre, les forces ucraïneses van llançar una contraofensiva sorpresa a l'est de l'òblast de Khàrkiv, començant amb la lluita per Balaklia.
Les ofensives russes durant els primers mesos de la seva invasió d'Ucraïna van deixar grans extensions de l'òblast de Khàrkiv sota control rus, inclosos els nodes logístics clau d'Izium, Kupiansk, Xevtxénkove i Balaklia. No obstant això, la majoria de l'òblast va romandre sota control ucraïnès, inclosa la ciutat de Khàrkiv, on l'exèrcit rus va bombardejar contínuament amb coets, artilleria i municions de dispersió fins a l'agost.
Les forces ucraïneses van frenar els avanços russos cap a Khàrkiv, per tot seguit llançar contraofensives al març i maig empenyent els russos cap al nord dels afores de la ciutat. El 6 de juny, el bombardeig rus de Khàrkiv havia matat 606 civils i 1.248 ferits segons Amnistia Internacional.
Les línies de batalla a l'òblast de Khàrkiv es van mantenir en gran part estàtiques durant els següents mesos; els analistes militars ucraïnesos i occidentals van associar-ho al fet que Rússia no tenia les forces terrestres per reprendre la seva ofensiva. El nombre de morts a Khàrkiv va superar les 1.000 a l'agost.
Al setembre de 2022, Oleksandr Sirski, que havia estat l'encarregat de la defensa de Kíev al començament de la invasió i més tard va rebre el títol d'Heroi d'Ucraïna pel seu servei, va ser nomenat per comandar les forces terrestres ucraïneses a l'òblast de Kharkiv. La contraofensiva es va dur a terme sota les seves ordres, i Sirski és considerat com el seu arquitecte.

## Preludi
Després de setmanes de propaganda ucraïnesa sobre una contraofensiva imminent al sud d'Ucraïna, Rússia va tornar a desplegar milers de tropes, incloses unitats d'elit com el 1r Exèrcit de Tancs de la Guàrdia, a l'òblast de Kherson, deixant les tropes restants en un "front rus estirat i cansat que abastava uns 1.300 km", aproximadament la distància de Londres a Praga".
L'arribada de l'artilleria de coets guiats HIMARS subministrada pels Estats Units va permetre a les forces ucraïneses atacar fins a una distància de 70 quilòmetres darrere de les línies russes, apuntant a bases russes i dipòsits de municions tan enrere com Kupiansk i Kivxarivka les setmanes anteriors a la contraofensiva de l'est. Aquests atacs van debilitar encara més la logística i la moral russes.
El 29 d'agost, Ucraïna va anunciar que aviat llançaria una ofensiva a la regió de Kherson al sud d'Ucraïna. Les unitats ucraïneses van atacar poc després, i l'atenció de Rússia es va desplaçar cap a la seva línia de Kherson. Tot i que l'ofensiva de Kherson podria haver estat real, els analistes occidentals la consideren part d'una estratagema per desviar les forces russes de Khàrkiv abans de la contraofensiva oriental molt més gran d'Ucraïna. En qualsevol cas, les forces russes a Khàrkiv es van quedar sense força de combat i sense preparació suficients els dies anteriors al 6 de setembre.
Les autoritats russes van ajornar els referèndums d'annexió a la Ucraïna ocupada per Rússia el 5 de setembre de 2022 per qüestions de seguretat.

## Contraofensiva

### Primera fase (6-12 de setembre de 2022)

#### Avanç inicial
El 6 de setembre de 2022, les forces ucraïneses van llançar una contraofensiva a la regió de Khàrkiv, agafant per sorpresa les forces russes. En una entrevista del 10 de setembre amb The Guardian, el portaveu de les forces especials ucraïneses, Taras Berezovets, va declarar que Rússia "pensava que [la contraofensiva] seria al sud... llavors, en comptes del sud, l'ofensiva va tenir lloc on menys s'esperaven, i això els va fer entrar en pànic i fugir".
Les tropes ucraïneses van avançar almenys 20 quilòmetres en territori controlat per Rússia i va recuperar uns 400 quilòmetres quadrats del territori durant els dos primers dies.
El 9 de setembre, Ucraïna havia trencat les línies russes, i l'exèrcit ucraïnès va dir que havia avançat gairebé 50 quilòmetres i va recuperar més de 1.000 quilòmetres quadrats de territori. Aquest avanç els va situar aproximadament 44 quilòmetres al nord-oest d'Izium, la principal base logística russa a la regió, un ritme d'avenç que no s'havia tornat a produït des que Rússia es va retirar de Kíiv a l'inici de la guerra. The Washington Post va descriure la caiguda d'Izium el 10 de setembre com una "derrota impressionant"; l'Institut per a l'Estudi de la Guerra va avaluar que les forces ucraïneses havien capturat aproximadament 2.500 quilòmetres quadrats en l'avenç.
Un expert militar va dir que era la primera vegada des de la Segona Guerra Mundial que Rússia havia perdut unitats senceres en una sola batalla.

#### Trencament

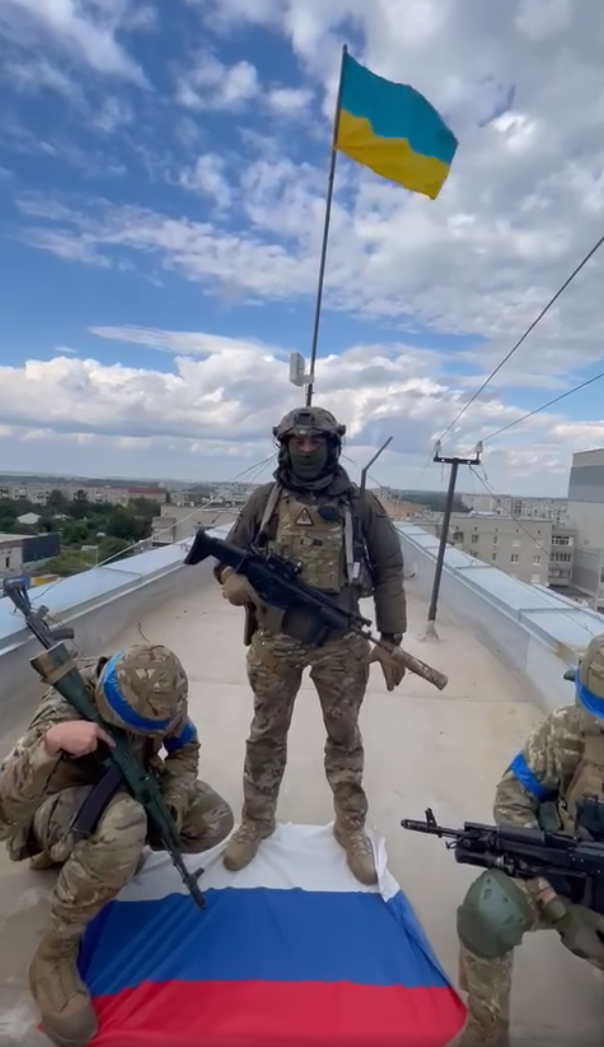
Bandera d'Ucraïna hissada a Balaklia, 8 de setembre

El 6 de setembre, havent concentrat les seves forces al nord de Balaklia a Pryshyb, un petit poble d'uns 15 km al nord-oest de Balaklia, les tropes ucraïneses van llançar una contraofensiva a l'òblast de Khàrkiv, que va fer tornar les forces russes a la riba esquerra dels rius Donets i Serednya Balakliika. Les forces ucraïneses implicades eren les Forces especials ucraïneses, més tancs, vehicles blindats de transport de personal i tropes de la 92a Brigada Mecanitzada.
El mateix dia, les forces ucraïneses van capturar Verbivka, uns 8 km a l'est de Pryshyb i a menys de 3 km al nord-oest de Balaklia. Diverses fonts russes van informar que les forces russes van enderrocar ponts no especificats als afores de la part oriental de Balaklia per evitar nous avenços ucraïnesos.
Les tropes ucraïneses van passar llavors a l'ofensiva en direcció a Balaklia, Volokhiv Yar, Xevtxénkove, Kupiansk i els districtes de Sàvintsi i Kunie, situats a l'est de Balakliia. Segons fonts russes en aquesta línia de contacte, els ucraïnesos van establir combat en algunes zones de la línia amb les forces lleugeres de la milícia de la RPD, mentre que fonts ucraïneses van dir que les forces d'aquesta regió eren soldats russos professionals, i no pas reclutes del Donbàs.
L'endemà, les forces ucraïneses havien avançat uns 20 quilòmetres al territori ocupat per Rússia, recuperant aproximadament 400 quilòmetres quadrats, i arribant a posicions al nord-est d'Izium. Fonts russes van afirmar que aquest èxit es devia probablement a la reubicació de les forces russes a Kherson, en resposta a l'ofensiva ucraïnesa allà.
El 8 de setembre, les tropes ucraïneses havien avançat 50 quilòmetres quadrats en profunditat en les posicions defensives russes al nord d'Izium. Les unitats de resposta ràpida de la Guàrdia Nacional de Rússia van perdre el control de Balaklia, uns 44 km al nord-oest d'Izium, encara que Ucraïna no va prendre el control de la ciutat fins al 10 de setembre. A prop de la ciutat, les forces ucraïneses van recuperar la base d'emmagatzematge de municions més gran de la Direcció Central de Coets i Artilleria de les Forces Armades d'Ucraïna. Les forces ucraïneses també van recuperar el control de més de 20 assentaments. El mateix dia, mitjans ucraïnesos van informar que les forces ucraïneses van capturar un oficial rus d'alt rang al front de Khàrkiv. A partir de les imatges de l'home, es va especular que era el tinent general Andrei Sychevoi, comandant del districte militar occidental de les Forces Armades russes.
El 9 de setembre, el govern posat per Rússia va ordenar l'evacuació a Rússia de la població d'Izium, Kupiansk i Veliki Burluk. Els residents locals van informar més tard que en aquest moment els soldats russos de la zona van començar a fugir dels pobles, deixant enrere les seves armes, abans que arribessin les tropes ucraïneses. Més tard, durant el dia, les forces ucraïneses van arribar a Kupiansk, un centre de trànsit vital a la cruïlla de diverses de les principals línies de ferrocarril que proveïen les tropes russes al front. L'Institut per a l'Estudi de la Guerra va dir que creia que Kupiansk probablement cauria en les següents 72 hores. En resposta a l'avanç d'Ucraïna, es van enviar unitats de reserva russes com a reforç tant a Kupiansk com a Izium.
El 10 de setembre, les forces ucraïneses van recuperar Kupiansk i Izium i avançaven cap a Lyman. Una assessora del cap del consell regional de Khàrkiv, Natalia Popova, va publicar fotos a Facebook de soldats sostenint una bandera ucraïnesa davant de l'ajuntament de Kupiansk. Els oficials de seguretat i la policia ucraïneses es van traslladar als assentaments recuperats per comprovar les identitats dels que es van quedar sota l'ocupació russa. Més tard aquell dia, el governador de l'òblast de Luhansk, Serhiy Haidai, va afirmar que els soldats ucraïnesos havien avançat als afores de Lissitxansk, mentre que els partidaris ucraïnesos havien aconseguit capturar parts de Kreminnà. Haidai va declarar que les forces russes havien fugit de la ciutat, deixant Kreminnà "pràcticament buida".
El New York Times va dir que "la caiguda de la ciutat estratègicament important d'Izium, a l'est d'Ucraïna, és el cop més devastador per a Rússia des de la seva humiliant retirada de Kíev". El portaveu del Ministeri de Defensa rus, Igor Konashenkov, va respondre a aquests avenços afirmant que les forces russes a l'àrea de Balaklia i Izium es "reagruparien" a la zona de Donetsk "per tal d'assolir els objectius declarats de l'operació militar especial per alliberar el Donbàs". El president d'Ucraïna, Zelenski, va dir que "en aquests dies l'exèrcit rus està demostrant el millor que pot fer: mostrar l'esquena. I, per descomptat, és una bona decisió per a ells córrer". Va afirmar que Ucraïna havia recuperat 2.000 quilòmetres quadrats des de l'inici de la contraofensiva.
L'11 de setembre, Newsweek va informar que les forces ucraïneses havien "penetrat les línies russes a una profunditat de fins a 70 quilòmetres en alguns llocs i recuperat més de 3.000 quilòmetres quadrats de territori des del 6 de setembre". Els informes que les tropes russes s'havien retirat de Kozacha Lopan i els locals havien aixecat la bandera d'Ucraïna al costat de l'ajuntament van arribar des d'objectiv.tv. Un mapa utilitzat en la sessió informativa del Ministeri de Defensa rus el mateix dia va confirmar que les forces russes s'havien retirat de Kozacha Lopan, així com de Vovtxansk i altres assentaments a la frontera entre Ucraïna i Rússia. Les forces ucraïneses també van recuperar Veliki Burluk. La contraofensiva es va estancar després del 12 de setembre, ja que els equips de notícies, Ukrposhta i altres organitzacions van ser deixats entrar a l'est de l'òblast de Khàrkiv.
El 28 de setembre, el Financial Times va publicar un article amb molts gràfics interactius i va oferir una descripció vívida dels motius de la contraofensiva llampec d'Ucraïna vers Kupiansk. Va atribuir als HIMARS subministrats per Occident com una de les raons que va permetre a Ucraïna dominar les forces russes en només 6 dies, en un marge de 90 km, i recuperar més de 2.500 km² de terreny.

#### Retirada russa de l'òblast de Khàrkiv a l'oest del riu Oskil

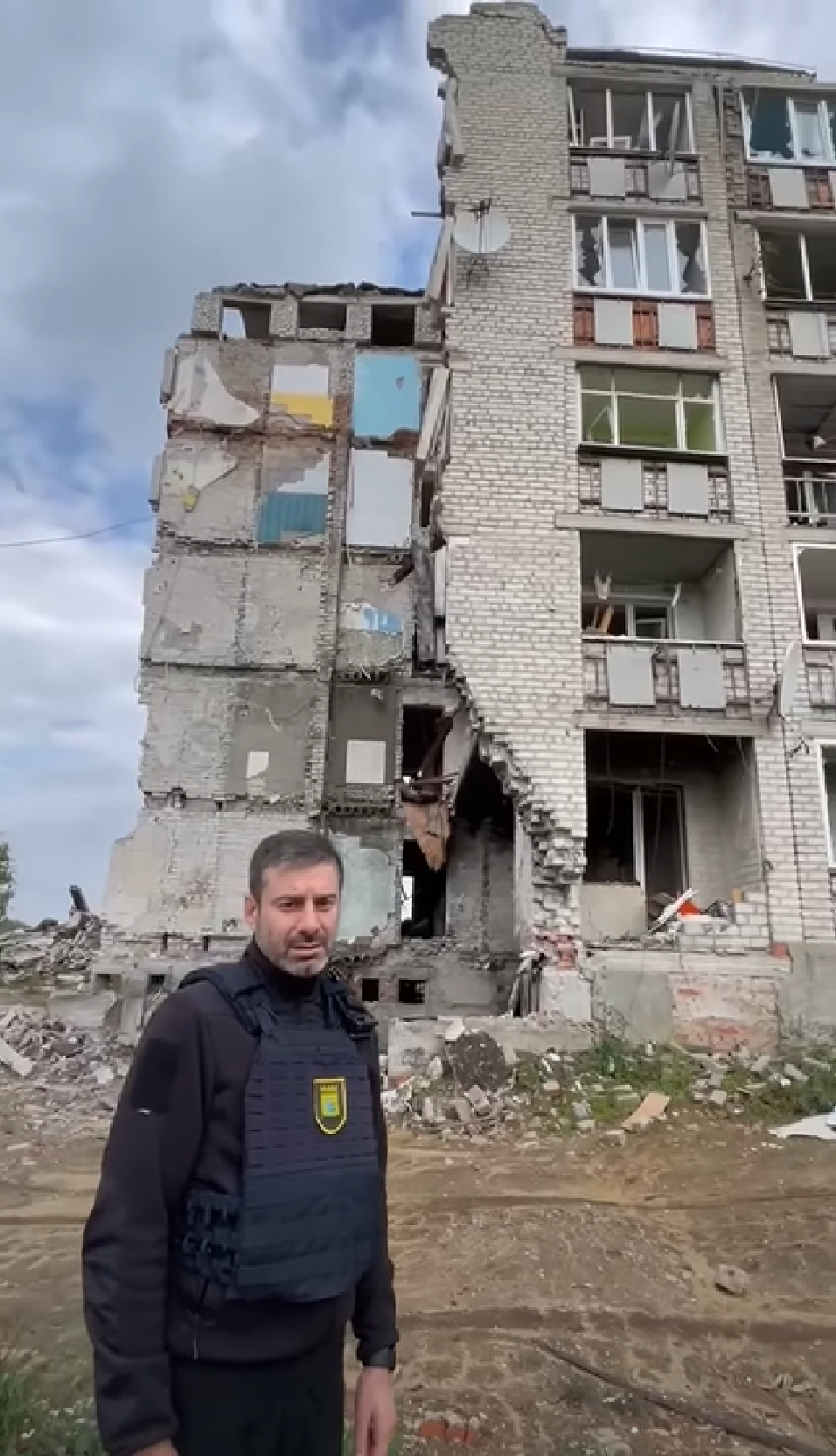
Les tropes ucraïneses mostren edificis a Izium un cop alliberat, 17 de setembre de 2022

A la tarda de l'11 de setembre, el Ministeri de Defensa rus va anunciar la retirada formal de les forces russes de gairebé tot l'óblast de Khàrkiv. El ministeri "va anunciar que estava en marxa una 'operació per reduir i transferir tropes'". A les 20:06 d'aquell dia, els míssils de creuer russos Kalibr van colpejar llocs d'infraestructura crítica d'Ucraïna, que van deixar sense electricitat Poltava, Sumi, Khàrkiv, Dnipropetrovsk, Donetsk i parts de la província d'Odesa. Mentrestant, els enfrontaments entre atacants ucraïnesos i defensors russos van continuar a Liman.
El 12 de setembre, segons el comunicat de l'Estat Major de les Forces Armades d'Ucraïna, les Forces de Defensa d'Ucraïna van fer fora les tropes russes de més de 20 assentaments, sobretot a Veliki Burluk i Dvoritxna. El cap rus de l'autoritat d'ocupació de Khàrkiv, Vitali Gantxev, va revelar al mitjà estatal rus Russia-24 que les forces ucraïneses van superar en nombre les forces russes en "8 vegades". La frontera amb l'óblast rus de Bélgorod es va tancar després que uns 5.000 civils fossin "evacuats" a Rússia.
Ucraïna va recuperar tot l'óblast de Khàrkiv a l'oest del riu Oskil el 13 de setembre, i els mitjans de comunicació van afirmar que les tropes ucraïneses havien entrat a Vovtxansk.

#### Altres guanys i baixes
Al matí de l'11 de setembre, el governador de l'óblast de Luhansk, Serhiy Haidai, va afirmar que les forces russes havien abandonat majoritàriament Starobilsk. En el mateix missatge, va afirmar que les autoritats ocupadores russes també estaven sortint de zones que Rússia havia controlat des del 2014, encara que no hi havia proves clares per verificar aquesta afirmació.
El 12 de setembre, les forces ucraïneses van alliberar Sviatohirsk, que les forces russes van capturar el juny de 2022, i es van apropar poc a poc a la frontera administrativa entre les províncies de Khàrkiv i Donetsk, així com Liman, una ciutat estratègica de ferrocarril a l'óblast de Donetsk que les forces russes van capturar a finals de maig de 2022 després de una batalla ferotge.
Els informes de l'exèrcit rus sortint de les zones que abans controlaven a l'óblast de Luhansk van començar el 12 de setembre junt amb una retirada de la ciutat de Svàtove; tanmateix, les tropes russes van tornar a Svàtove el 14 de setembre.
El 12 de setembre, el president Zelenski va dir que les forces ucraïneses havien recuperat un total de 6.000 km² ocupats per Rússia, tant al sud com a l'est. El 13 de setembre, durant el seu discurs nocturn, va afirmar que l'exèrcit ucraïnès ja n'havia recuperat 8.000 km².
Segons Oryx, Rússia havia perdut almenys 338 peces d'equips materials militars en els cinc dies fins a l'11 de setembre. Això incloïa avions de combat, tancs i camions que havien estat destruïts, danyats o capturats.
Després de l'ofensiva, Forbes, citant fonts ucraïneses, va informar que desenes de milers de soldats russos havien resultat morts, capturats o havien desertat. El 9 de setembre, 10.000 russos van quedar encerclats al voltant d'Izium i el riu Oskil, inclosa la 4a Divisió de Tancs de la Guàrdia, i Ucraïna va fer tants presoners que "no tenien on ubicar-los". També van estimar que la meitat de l'11è Cos d'Exèrcit, de 12.000 homes, havia estat destruït i que havia perdut més de 200 vehicles militars. Els ucraïnesos també van afirmar que la 64a Brigada Separada de Rifles Motoritzats, que tenia una força nominal d'entre 1.500 i 2.500 homes, havia patit un 90% de baixes durant la batalla. Forbes també va estimar que la 1a Divisió de Tancs de la Guàrdia, formada per dos regiments, havia perdut almenys 100 tancs T-80, o la meitat de la seva força total, en només 100 hores. També van declarar que la 2a Divisió de Rifles Motoritzats de la Guàrdia de l'Exèrcit de Tancs, també formada per dos regiments, també havia estat en gran part destruïda i deixada com a no apta per al combat com a resultat de l'ofensiva. No obstant això, Foreign Policy, en una anàlisi gairebé un any després, va afirmar que malgrat que la retirada russa semblava una derrota, les forces russes van evitar la captura o destrucció de la majoria de les seves unitats.
El 18 de setembre, a l'óblast de Khàrkiv, va ser capturat un T-90M rus, el primer confirmat a la guerra. El tanc va caure davant les forces ucraïneses sense danys visibles, i probablement va ser abandonat per l'exèrcit rus durant una retirada precipitada de la regió de Khàrkiv.

### Batalla de Xevtxénkove
El 7 de setembre, Balaklia estava assetjada, amb combats a les parts oriental i central de la ciutat. Els combats van acabar el 8 de setembre, amb les forces ucraïneses capturant tota Balaklia. Després de la ràpida presa de possessió de la ciutat, el mateix dia, les tropes ucraïneses van prendre el lloc de Xevtxénkove en una operació llampec. Les forces russes es van retirar cap a la ciutat de Kupiansk, mentre que les forces ucraïneses molt més grans en nombre van continuar l'ofensiva en direcció a Izium i Kupiansk el mateix dia.

### Segona fase (13 de setembre - 2 d'octubre de 2022)

#### Avanç del riu Oskil

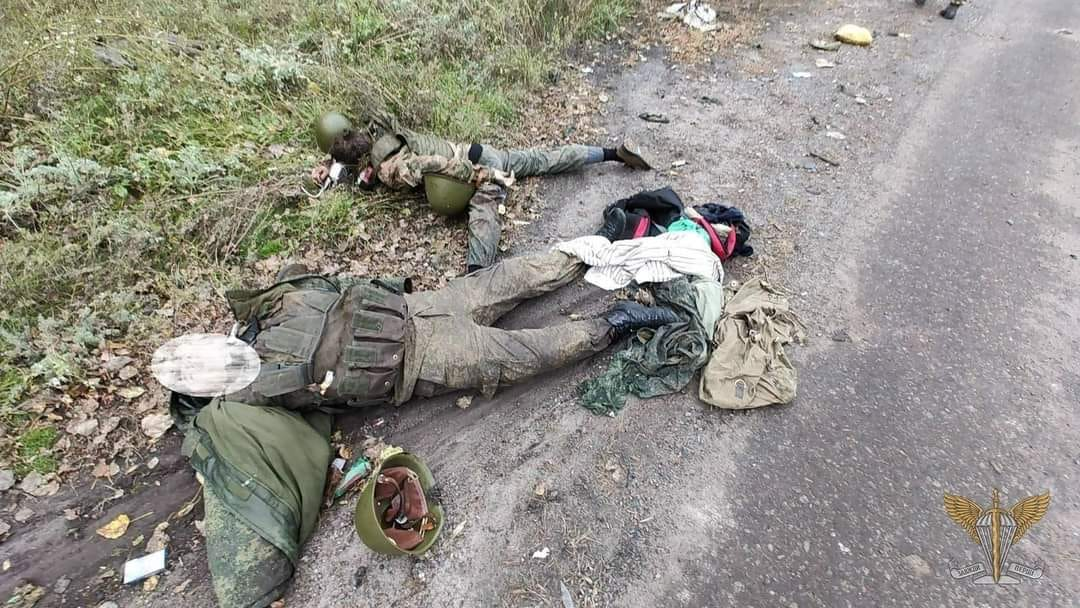
Soldats russos morts durant la retirada de Liman, l'1 d'octubre de 2022

Malgrat la intenció de Rússia de mantenir la línia del front al llarg del riu Oskil, les forces ucraïneses ja van travessar el riu el 13 de setembre en diversos llocs. Al voltant del 13 de setembre, les forces ucraïneses van travessar el riu prop de Borova i van establir-hi un cap de pont. Del 24 al 25 de setembre, Ucraïna va establir almenys cinc caps de pont a la riba est del riu Oskil.

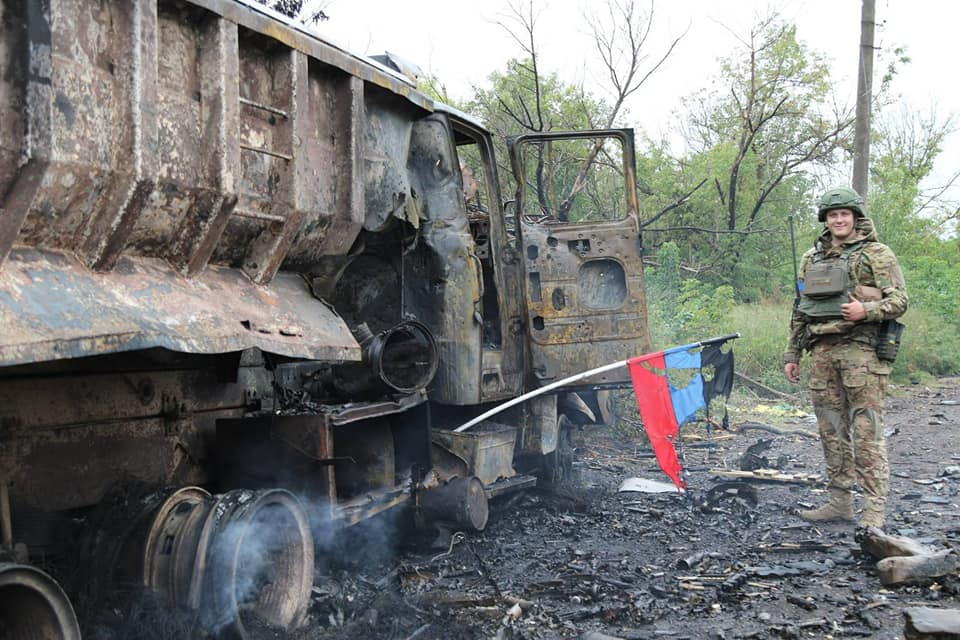
Militars ucraïnesos amb armes destruïdes dels separatistes de Donetsk, 23 de setembre de 2022

El 15 de setembre, algunes fonts russes van afirmar que les forces ucraïneses van establir posicions d'artilleria a Hrianikivka, davant de Dvoritxna, al costat est del riu Oskil. El mateix dia, les forces ucraïneses van recuperar Sosnove a l'óblast de Donetsk i van obligar les forces russes a retirar-se de Studenok, un poble de l'óblast de Khàrkiv i al sud-est d'Izium, per evitar l'encerclament.
El 16 de setembre, les forces ucraïneses van capturar Kupiansk-Vuzlovi, al costat est del riu Oskil i davant de Kupiansk, i la part oriental de Kupiansk, establint un altre cap de pont sobre el riu Oskil. Això amenaçava encara més les línies de subministrament russes al nord de l'óblast de Luhansk, posant en perill les operacions russes a la resta del Donbàs.
El 18 de setembre, l'exèrcit ucraïnès va declarar que havia creuat i controlat la riba est del riu Oskil.
El 19 de setembre, unes imatges de vídeo van confirmar que les forces ucraïneses havien alliberat el poble de Bilohórivka a l'óblast de Luhansk, cosa que va significar que Rússia ja no mantenia el control total de la regió.
El 22 de setembre, ISW va informar que "les forces ucraïneses han pres terreny a l'est de Dvoritxna i estan lluitant a Tavilzhanka que, segons es diu, encara és un territori disputat". Hi va haver informes que les forces ucraïneses van alliberar Hrianikivka, un assentament a l'oest de Tavilzhanka, el 15 de setembre quan Ucraïna hi va establir posicions d'artilleria. Per tant, és "coherent amb els informes anteriors sobre els continus esforços d'Ucraïna per penetrar les actuals línies defensives russes ubicades al llarg del riu Oskil i empenyen cap a l'est".
El 24 de setembre, les forces ucraïneses van alliberar Horobivka, un assentament a l'est de Hrianikivka i al costat est del riu Oskil. A més, les forces ucraïneses van alliberar Petropavlivka, 7 km a l'est de Kupiansk, i no gaire lluny de Kupiansk-Vuzlovi, també al costat est del riu Oskil. Les forces ucraïneses van alliberar dos assentaments més el 24 de setembre: Kutxerivka i Podoli, tots dos entre Kupiansk-Vuzlovi i Petropavlivka.

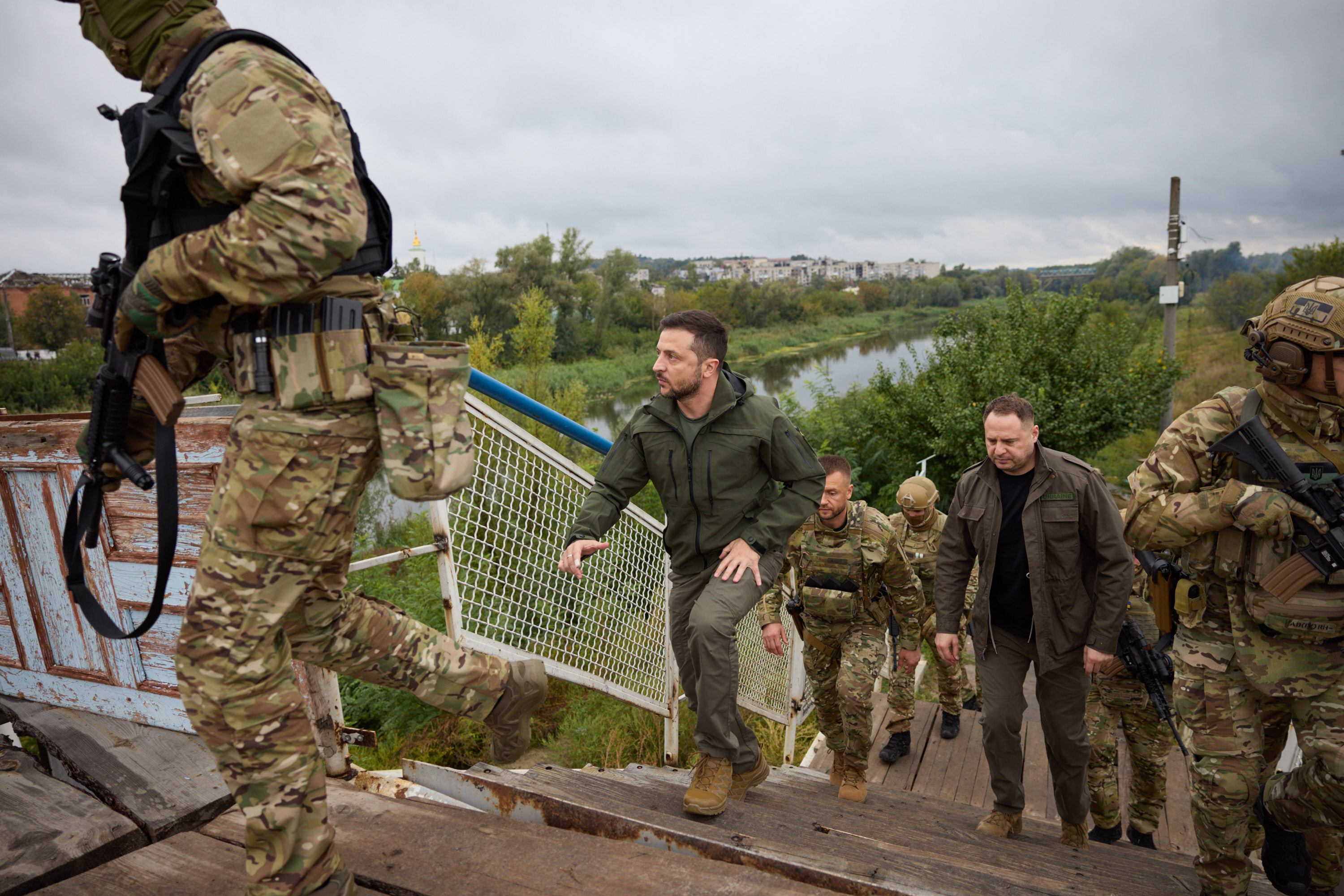
El president ucraïnès Volodymyr Zelenski prop de la línia del front a l'óblast de Khàrkiv

El 25 de setembre, les forces ucraïneses probablement van obtenir el control de Maliïvka, un assentament al nord de la frontera de Kharkiv-Donetsk i a l'est de Piski-Radkivskyi, durant la Segona Batalla de Liman. El 26 de setembre, Ucraïna havia recuperat amb èxit gran part del districte de Kupiansk.
El 26 de setembre, les forces ucraïneses van avançar cap al nord des de l'óblast de Donetsk i van alliberar Piski-Radkivski. L'assentament es troba al costat est del riu Oskil a l'òblast de Kharkiv, situat a 35 quilòmetres al nord-oest de Liman i just al sud de Borova.
El 27 de setembre es van informar nous guanys incrementals a l'est del riu Oskil, amb les forces ucraïneses entrant a les ciutats de Lidkodub i Korovi Yar.

#### Encerclament i reconquista de Lyman

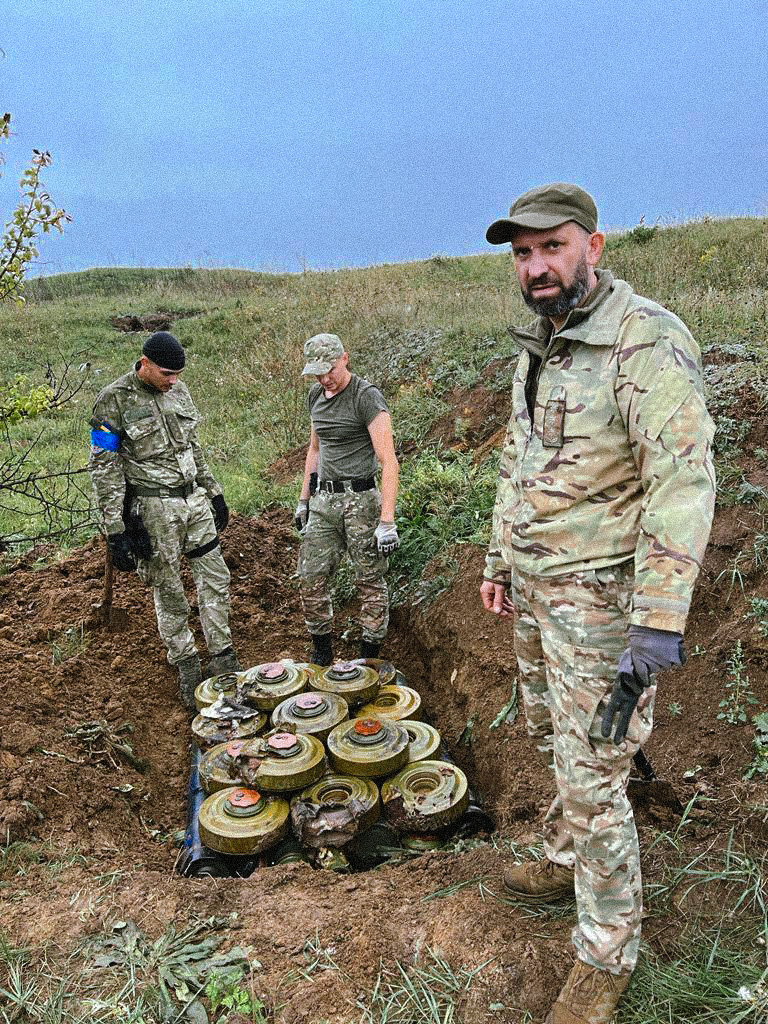
Operacions de desminada a l'óblast de Khàrkiv, 28 de setembre de 2022

Com a resultat de la "contraofensiva llampec" d'Ucraïna durant tot el setembre, les forces russes es van retirar a Liman, una ciutat important de l'oblast de Donetsk amb línies de subministrament crítiques russes. Segons el Ministeri de Defensa britànic, "la importància operativa de Liman es va deure al seu control sobre un pas de carretera sobre el riu Síverski Donets, darrere del qual Rússia ha estat intentant consolidar les seves defenses". El 26 de setembre, el New York Times va informar d'un enfrontament entre les ciutats crítiques de Liman, llavors encara controlada per Rússia, i Bakhmut, controlada per Ucraïna. Amb l'aproximació de l'hivern que probablement frenaria ambdós bàndols militars, Liman havia de ser la batalla que decidís el teatre d'operacions oriental de la guerra.

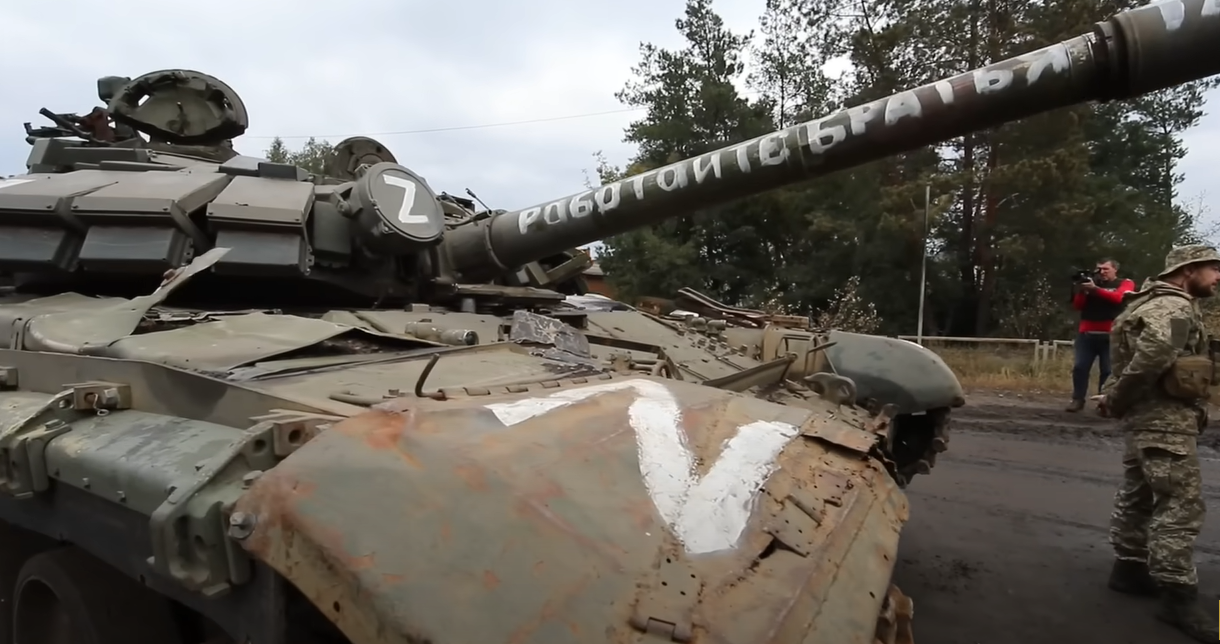
Tancs russos abandonats per les forces de terra de l'exèrcit rus en la retirada d'Izium

El 28 de setembre, les forces ucraïneses van entrar a la ciutat de Novoselivka situada a la regió de Donetsk, uns 12 km al nord-oest de Liman, a la riba esquerra del riu Oskil, i un punt de pas estratègic.
El 30 de setembre, les forces ucraïneses van alliberar Yampil, un poble clau 8 km al sud-est de Liman. Un canal de Telegram prorrús va informar que "Les Forces Armades d'Ucraïna van aconseguir trencar les ordres defensives de les Forces Armades de la Federació Russa i obligar les tropes russes a retirar-se a la ciutat (Liman)". Zelenski també va informar que les tropes ucraïneses havien capturat la ciutat de Drobixeve, 10 km al nord-oest de Liman.
L'1 d'octubre, es van publicar imatges de vídeo de tropes ucraïneses aixecant la bandera d'Ucraïna a l'entrada de Liman, i segons es va informar hi havia fins a 5.000 soldats russos encerclats a la ciutat. Serhii Txerevati, portaveu de les forces orientals d'Ucraïna, va afirmar que les forces ucraïneses van envoltar amb èxit les forces russes a la ciutat. Les forces ucraïneses van avançar a la ciutat i, segons The Guardian, la batalla a Liman "va ser una derrota sagnant". Els oficials russos havien rebutjat les invitacions per rendir-se, de manera que les tropes russes van fugir de manera desorganitzada. La ciutat va ser significativament danyada durant l'ocupació russa, i els locals van afirmar que només quedaven uns quants centenars dels 27.000 habitants que hi residien abans de la guerra. Les autoritats russes van confirmar la pèrdua de Liman més tard aquella mateixa tarda. Inicialment, no hi havia estimacions clares de víctimes durant la batalla, els periodistes d'Associated Press van assenyalar que almenys 18 cossos russos van romandre al carrer el 3 d'octubre. Més tard, però, els ucraïnesos van afirmar haver matat més de 1.500 soldats russos durant la presa de la ciutat.
Els guanys es van produir un dia després que el president rus Putin anunciés l'annexió dels territoris ocupats per Rússia en una cerimònia a Moscou, afirmant que les regions ocupades d'Ucraïna, inclòs el Donbàs, ara eren formalment territori rus. El tinent general retirat dels Estats Units, Ben Hodges, va revelar que "[la reconquesta de Liman] posa en evidència que la reclamació [de Putin] és il·legítima i no es pot fer efectiva".

#### Caiguda de Kherson
L'11 de novembre de 2022, les Forces Armades d'Ucraïna van alliberar i recuperar la ciutat de Kherson i altres zones de l'oblast de Kherson i parts de l'oblast de Mykolaiv a la riba dreta del riu Dnipro del control rus. Les Forces Armades russes, que havien ocupat la ciutat des del 2 de març de 2022, es van retirar i es van retirar a la riba esquerra de l'oblast de Kherson durant el transcurs del 9 a l'11 de novembre de 2022.

## Reaccions

### Rússia

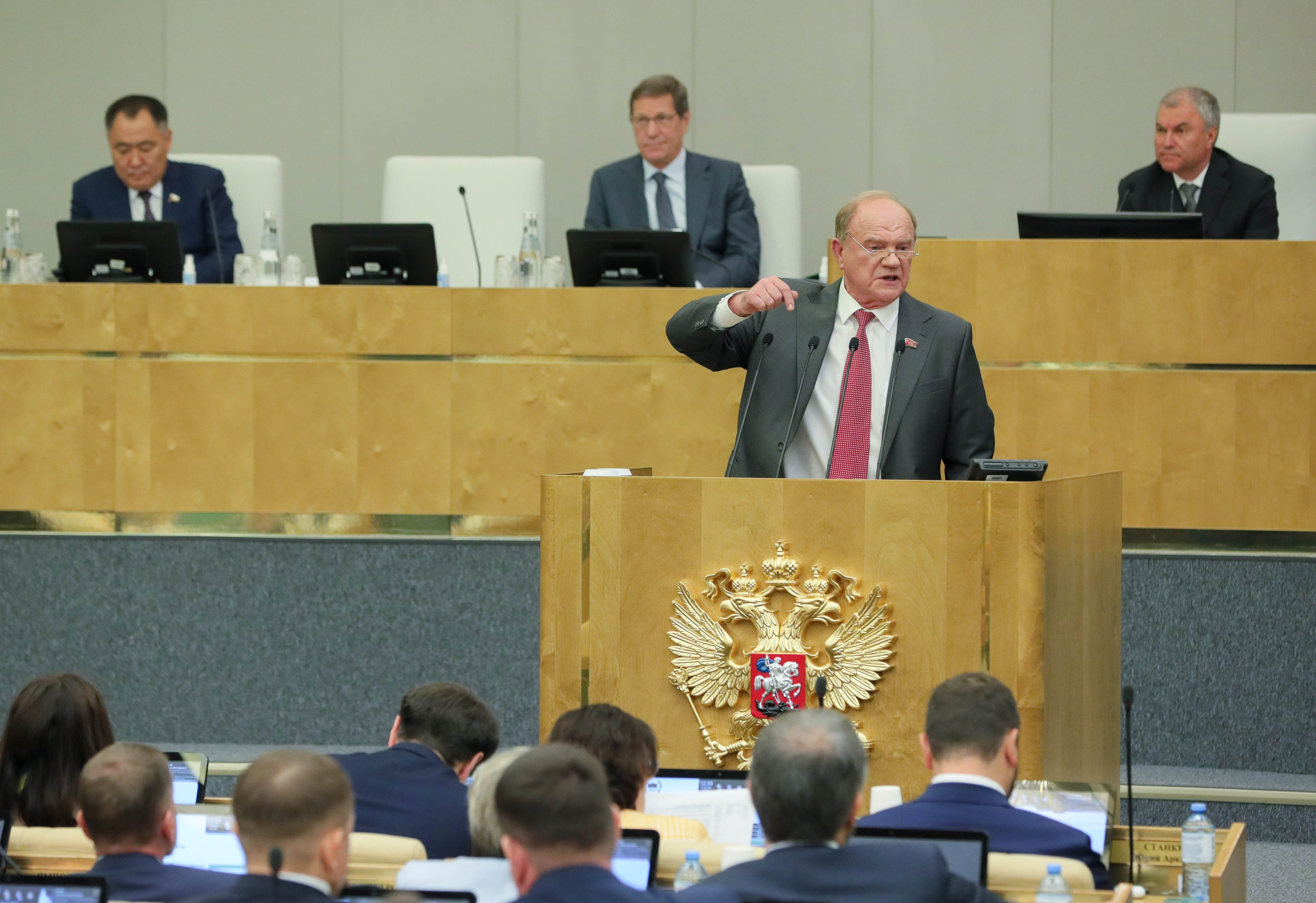
El líder del PCFR Guennadi Ziugànov demana mobilització a la primera reunió de la Duma de l'Estat després de l'inici de la contraofensiva

El 7 de setembre de 2022, un dia després de l'inici de l'ofensiva d'Ucraïna, Putin va afirmar durant la seva intervenció al Fòrum Econòmic de l'Est de Vladivostok que "no hem perdut res i no perdrem res" a la guerra d'Ucraïna.
El silenci gairebé total de les autoritats russes sobre la derrota –o qualsevol explicació dels avanços allà– va generar un enuig considerable entre alguns comentaristes proguerra i nacionalistes russos a les xarxes socials. L'11 de setembre, alguns van demanar que el president Vladimir Putin fes canvis immediats per assegurar la victòria final a la guerra, amb una sèrie de blocaires pro-guerra demanant la mobilització dins de Rússia. Els mitjans de comunicació russos finançats per l'estat van criticar més tard la derrota, amb un tabloide pro-Kremlin culpant de "l'escassetat de personal i de subministrament, la mala coordinació i els errors tàctics orquestrats pels oficials militars".
L'antic comandant separatista i blocaire militar pro-guerra Igor Girkin va afirmar que l'escamot d'afusellament hauria d'executar el ministre de Defensa rus, Sergei Shoigu, i va expressar públicament la seva creença que "la guerra a Ucraïna continuarà fins a la derrota completa de Rússia. Ja hem perdut; la resta és qüestió de temps". Va dir que la mobilització total a Rússia continuava sent l'"última oportunitat" de victòria. El periodista de guerra pro-Kremlin, Alexander Kots, va declarar públicament que "hem de fer alguna cosa sobre el sistema on al nostre lideratge no li agrada parlar de males notícies i els seus subordinats no vulguin molestar els seus superiors".
El líder txetxè Ramzan Kadírov va qüestionar el lideratge rus de la guerra, escrivint a Telegram: "S'han equivocat i crec que trauran les conclusions necessàries. Si no fan canvis en l'estratègia d'execució de l'operació militar especial l'endemà o en un parell de dies, em veuré obligat a contactar amb la direcció del Ministeri de Defensa i la direcció del país per explicar la situació real sobre el terreny".
Hom fora de Rússia va interpretar els posteriors atacs russos a la infraestructura d'Ucraïna com un intent de satisfer almenys parcialment les demandes dels partidaris radicals de la guerra a Rússia, que van demanar una major escalada de les tàctiques russes.
El 20 de setembre, la Duma de l'Estat va introduir esmenes al Codi Penal, introduint els termes "mobilització", "llei marcial" i inserint els articles "Pillatge" i "Rendició voluntària". El 20 de setembre, les administracions pro-Kremlin de diferents territoris d'Ucraïna ocupats pels russos van anunciar "referèndums" sobre la seva incorporació a Rússia. Els analistes van considerar que un dels objectius d'una annexió tan formal dels territoris va ser donar a Putin un pretext per "defensar el territori rus" si havia d'ordenar una mobilització dels reclutes russos.
El 21 de setembre, el president rus Vladimir Putin va anunciar una mobilització parcial. El 26 de setembre, el Ministeri de Defensa britànic va dir que molts nous reclutes ja s'estaven desplegant a Ucraïna sense cap formació ni amb l'equipament adequat. Alguns dels homes russos mobilitzats van resultar morts menys de dues setmanes després de ser cridats a files, inclòs l'advocat de Sant Petersburg Andrei Nikiforov, que va ser mort prop de la ciutat ucraïnesa de Lissitxansk el 7 d'octubre. Això indicava que alguns mobilitzats estaven sent enviats al front sense entrenament militar bàsic, cosa que contradiria la promesa de Putin que tots els civils mobilitzats se sotmetrien a un entrenament bàsic abans de ser enviats al front.

### Resta del món
L'Institut per a l'Estudi de la Guerra (ISW) va assenyalar que el ritme ràpid de la contraofensiva ucraïnesa estava alterant les llargues línies de comunicació terrestres de l'exèrcit rus, que s'utilitzaven per proveir l'exèrcit rus al nord de l'óblast de Luhansk, i que suposaria un greu obstacle per a les operacions de Rússia. A partir de l'11 de setembre, l'ISW va assenyalar que les armes occidentals eren necessàries per a l'èxit d'Ucraïna, però no suficients, i una planificació i execució hàbil de la campanya van tenir un paper decisiu en l'èxit de l'operació llampec. L'ISW va afirmar que els llargs preparatius i l'anunci d'una contraofensiva a la regió de Kherson havien confós els russos, la qual cosa va provocar una desviació de l'atenció de l'exèrcit rus de la regió de Kharkiv, on l'exèrcit ucraïnès va atacar tot seguit.
El 10 de setembre, representants del Ministeri de Defensa britànic van suggerir que l'exèrcit rus pràcticament no havia defensat la majoria dels territoris reconquerits per Ucraïna.
Reuters i la BBC van qualificar la pèrdua d'Izium, que l'exèrcit rus va trigar en ocupar més d'un mes a l'inici de la invasió, una "gran humiliació" per al president rus Vladímir Putin i la pitjor derrota de Moscou des de la retirada de Kíiv el març. El Financial Times va publicar un article el 28 de setembre en què descrivia la contraofensiva com "[el] viatge de 90 km que va canviar el curs de la guerra a Ucraïna". Segons l'ISW, la reconquesta d'Izium, ocupada a principis d'abril, va destruir la pretensió de Rússia d'apoderar-se de l'óblast de Donetsk.
Segons el ministre d'Afers Exteriors d'Ucraïna, Dmytro Kuleba, les contraofensives d'Ucraïna van demostrar que l'exèrcit ucraïnès podria acabar la guerra més ràpidament amb més armes occidentals, una declaració de la qual es va fer ressò el president Zelenski el 12 de setembre. Els èxits d'Ucraïna a l'òblast de Khàrkiv van servir com a impuls de confiança crucial per a Kíiv, que depenia cada cop més dels seus aliats occidentals per a l'ajuda militar.
Els enfrontaments entre Armènia i Azerbaidjan del setembre de 2022 van esclatar poc després que Rússia patís retrocessos a la contraofensiva ucraïnesa de Khàrkiv, debilitant la seva projecció de potència a la regió.

## Conseqüències de la primera fase

### Fosses comunes i proves de tortura
Després de la reeixida reconquesta de la regió per part de les forces russes, les autoritats ucraïneses van descobrir cambres de tortura que les tropes russes havien estat utilitzant durant el seu temps de control de la zona, fins i tot a les localitats de Balaklia i Kozatxa Lopan. El president ucraïnès, Volodímir Zelenski, va declarar que s'havien descobert més de deu càmeres de tortura, juntament amb fosses comunes, a les zones de Kharkiv alliberades per les tropes ucraïneses.
Quan les forces ucraïneses van entrar a les ciutats de Balaklia i Izium, van trobar nombrosos llocs on les forces d'ocupació russes van mantenir presoners civils ucraïnesos, amb proves de tortures i execucions. Les forces russes també van segrestar set estudiants de Sri Lanka. El nombre de morts entre civils com a resultat del setge rus inicial i la posterior ocupació es va estimar inicialment en 1.000 residents. Després de l'expulsió de les forces russes, els testimonis van descriure que els russos van detenir, segrestar, torturar i executar residents locals durant l'ocupació; es van trobar diversos llocs d'enterrament.
L'exhumació dels cossos soterrats a les fosses comunes d'Izium al cementiri de Pixanske va començar el 15 de setembre i la policia va revelar que la majoria de les víctimes eren civils. Alguns cossos de civils i soldats tenien rastres de tortura, mans lligades i cordes al coll, cosa que suggereix que no van ser assassinats en combat o bombardeigs, sinó executats com a presoners. Els diplomàtics russos van rebutjar les afirmacions com una "provocació" i el portaveu del Kremlin, Dmitri Peskov, va rebutjar les acusacions d'Ucraïna com una "mentida", però les imatges de satèl·lit que Maxar va publicar van confirmar la presència de les tombes abans de la contraofensiva ucraïnesa. En total, es van descobrir deu llocs de tortura i execucions a la ciutat d'Izium.

### Efecte en els referèndums russos
El 12 de setembre, Meduza va informar que, per dues fonts properes al Kremlin, els referèndums proposats per a l'annexió de les autoproclamades Repúbliques Populars de Luhansk i Donetsk s'havien ajornat indefinidament, després de l'ajornament prèviament anunciat de l'11 de setembre al 4 de novembre. Tanmateix, les contraofensives a Kherson i Khàrkiv van fer avançar finalment els referèndums d'annexió de 2022 a la Ucraïna ocupada per Rússia, que els funcionaris russos van avançar de novembre a finals de setembre de 2022.

## Conseqüències de la segona fase
El 2 d'octubre, les tropes ucraïneses van tornar a capturar Dibrova a l'óblast de Luhansk i el 5 d'octubre van aparèixer imatges a les xarxes socials de les tropes ucraïneses al cartell d'entrada a Hrekivka i Makiivka, 20 km al sud-oest de Svàtove. Aquests van ser els primers pobles alliberats a la regió de Luhansk.
El 3 d'octubre, algunes fonts ucraïneses van afirmar que les forces russes havien fugit de Nizhe Zolone, Pidlíman, Niznia Zhuravka, Borova i Xíkivka a l'óblast de Khàrkiv, i les autoritats ucraïneses van recuperar el control d'aquests assentaments. Els funcionaris ucraïnesos també van afirmar que les forces ucraïneses havien recuperat el control de l'autopista Kreminna-Svatove, tot i que l'ISW ho va posar en dubte, i va continuar considerant-la com a controlada per Rússia des del 4 d'octubre.
Durant el mes de novembre, es van produir pocs canvis territorials a causa de la raspútitsa, encara que cada dia es produïen forts combats. Gran part de la línia de defensa russa al nord de l'oblast de Luhansk va ser dotada de reclutes russos recentment mobilitzats durant tot el novembre. A principis de desembre, les forces ucraïneses van trencar les línies russes al voltant de Txervonopopivka, amb la lluita centrada principalment a l'oest de la carretera R-66 que connectava Kreminnà i Svàtove. El 18 de desembre, un vídeo geolocalitzat mostrava les forces ucraïneses avançant al bosc de Serebrianski al sud de Kreminnà.